# 永岡治
永岡治（ながおか おさむ、1930年- ) は、日本の歴史家。

## 略歴
静岡県伊豆市八木沢で生まれる。静岡大学教育学部臨時養成科修了。伊豆各地の公立小学校に33年間勤務。1982年退職。
以後文筆業、伊豆水軍などについて著作をなす。伊豆市文化財保護審議委員長。

## 著書
- 『一年ぼうず 子どもの四季』理論社 1962
- 『伊豆水軍物語』1982 中公新書
- 『古代東国物語 荒ぶる神々の系譜』1986 角川選書
- 『海賊のいた入江 随想伊豆水軍』青弓社 1986
- 『目でみる西伊豆の歴史 戸田村・土肥村・賀茂村・西伊豆町・松崎町』緑星社出版部 1986
- 『クレオパトラも愛したハーブの物語 魅惑の香草と人間の5000年』PHP研究所 1988
- 『ある綴方教師伝 会田実の生涯』民衆社 1988
- 『群像いず 志に生きた郷土の先人たち』静岡新聞社 1996
- 『二人の本因坊 丈和・秀和ものがたり』静岡新聞社 (静新新書)2008
- 『伊豆水軍』静岡新聞社 (静新新書)2008
- 長倉慶昌原作『伊豆の七ふしぎ』再話,利根川初美絵 長倉書店 2015